# Долгинов, Иосиф Исаакович
Ио́сиф Исаа́кович До́лгинов (1872, Могилёв — 6 сентября 1943, Ленинград) — русский архитектор.

## Биография
В 1909 году окончил Высшее художественное училище при Императорской Академии художеств. Строил главным образом доходные дома, большинство из которых — дома в стиле модерн и неоклассицизм на Петроградской стороне Санкт-Петербурга.

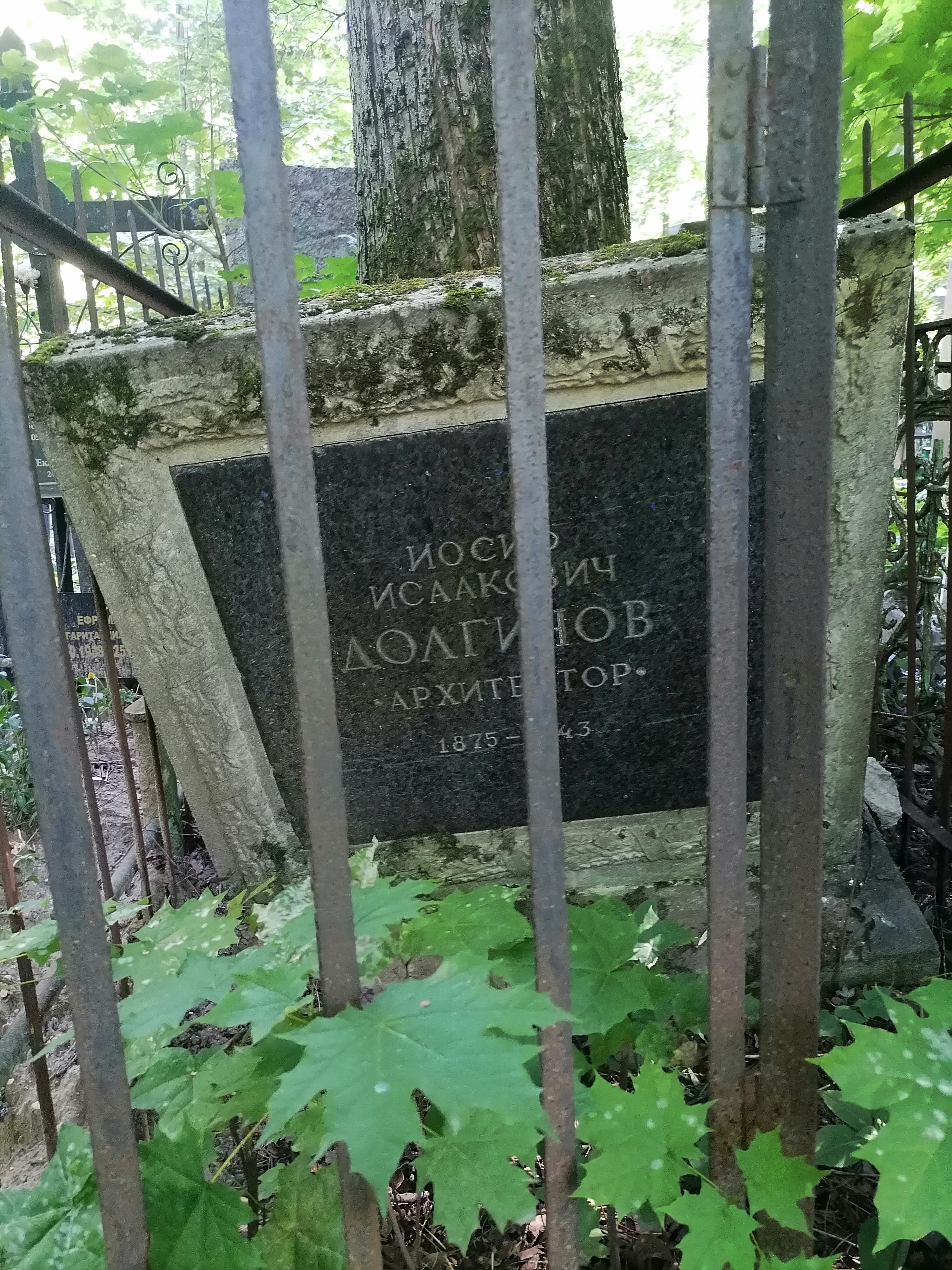
Могила на Введенском кладбище

Жил в Москве по адресу: улица Покровка, 29 (1930-е). Похоронен в Москве на Введенском кладбище (2 уч.).
Сын — Александр Иосифович Долгинов (1913—1968), советский учёный-электроэнергетик, доктор технических наук, профессор.

## Постройки в Санкт-Петербурге
(Названия улиц и нумерация домов приведены по состоянию на 2011 год.)

### Доходные дома
- Улица Подковырова, 11-13, левая часть. 1910—1911.
- памятник архитектуры (вновь выявленный объект)[6] Доходный дом Б. О. Урвича, Большой проспект Петроградской стороны, 57 / ул. Подковырова, 3. 1910—1913.
- Доходные дома и меблированные комнаты Кириковых. Мытнинская набережная, 5 / Зоологический переулок, 2-4 / пр. Добролюбова, 6. Надстройка и расширение. 1910—1914. Позже в этих зданиях располагались общежития № 18 и 19 СПбГУ, а затем дома были проданы. Полностью снесены в 2008 году. На месте доходных домов Кирикова строительной компанией «Возрождение Санкт-Петербурга» планируется возвести современный жилой дом и отель[7][8].
- Улица Мира, 9. 1911.
- Большая Пушкарская ул., 46 / ул. Подковырова, 4. 1911.
- Доходный дом Альберта Пуни[9]. Большой проспект Петроградской стороны, 56 / Гатчинская ул., 1. Расширение. 1911.
- Дом меблированных комнат А. М. Кириковой. Садовая улица, 88. Надстройка, 1911.
- памятник архитектуры (вновь выявленный объект)[6] Доходный дом В. Г. и О. М. Чубаковых. Наб. р. Фонтанки, 126. 1912—1913.
- памятник архитектуры (вновь выявленный объект)[6] Дома А. Я., С.А., А.Л. и Л. А. Гутманов. Ул. Союза Печатников, 10 и 10а / Лермонтовский пр., 8. 1912—1913 (перестройка и надстройка бывшего дома Н. В. Арсеньева[10], в котором в 1836—1837 гг. жил М. Ю. Лермонтов, и где им написано стихотворение «Смерть поэта»; на стене дома имеется мемориальная доска Лермонтову).
- Большой проспект Васильевского острова, 62. Перестройка и расширение. 1912—1914.
- Дом А. П. Жигунова. Каменноостровский проспект, 29. 1912—1914.
- памятник архитектуры (вновь выявленный объект)[6] Доходный дом Ф. П. Петрова (Д. Г. Лурье). Пионерская ул., 22. 1912—1915. Начат А. Н. Димитрато.
- памятник архитектуры (вновь выявленный объект)[6] Дом А. И. Семёновой. Рыбацкая ул., 10. 1913.
- 4-я линия Васильевского острова, 39, двор. 1913.
- Чкаловский пр., 8, двор. 1914. Включены существовавшие постройки.
- памятник архитектуры (вновь выявленный объект)[6] Доходный дом Б. О. Фукса. Ул. Восстания, 41 / Виленский переулок, 1. 1914—1915, стиль — неоклассицизм. В XXI веке в здании расположился Камерный театр Владимира Малыщицкого[11].

### Другие постройки
- памятник архитектуры (вновь выявленный объект)[6] Здание ветеринарной лечебницы Общества покровительства животных. 4-я Советская ул., 5. 1914.
- памятник архитектуры (вновь выявленный объект)[6] Здание макаронной фабрики акц. о-ва «М. Иванов и Н. Гольдберг». Московский пр., 144, двор — улица Коли Томчака, 21. 1914.

## Галерея

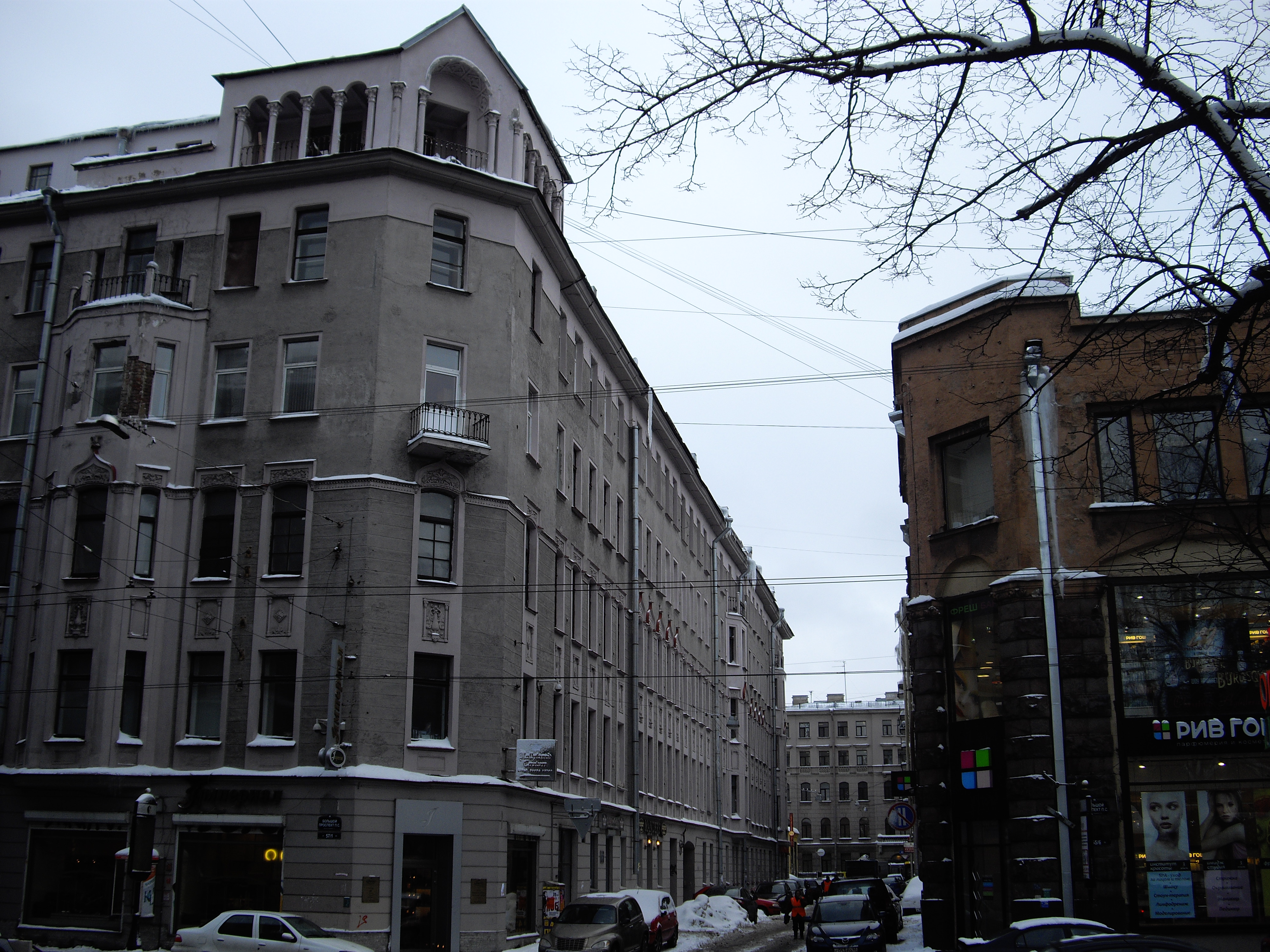
Пересечение ул. Подковырова и Большого пр. П.С. Слева — дом Урвича
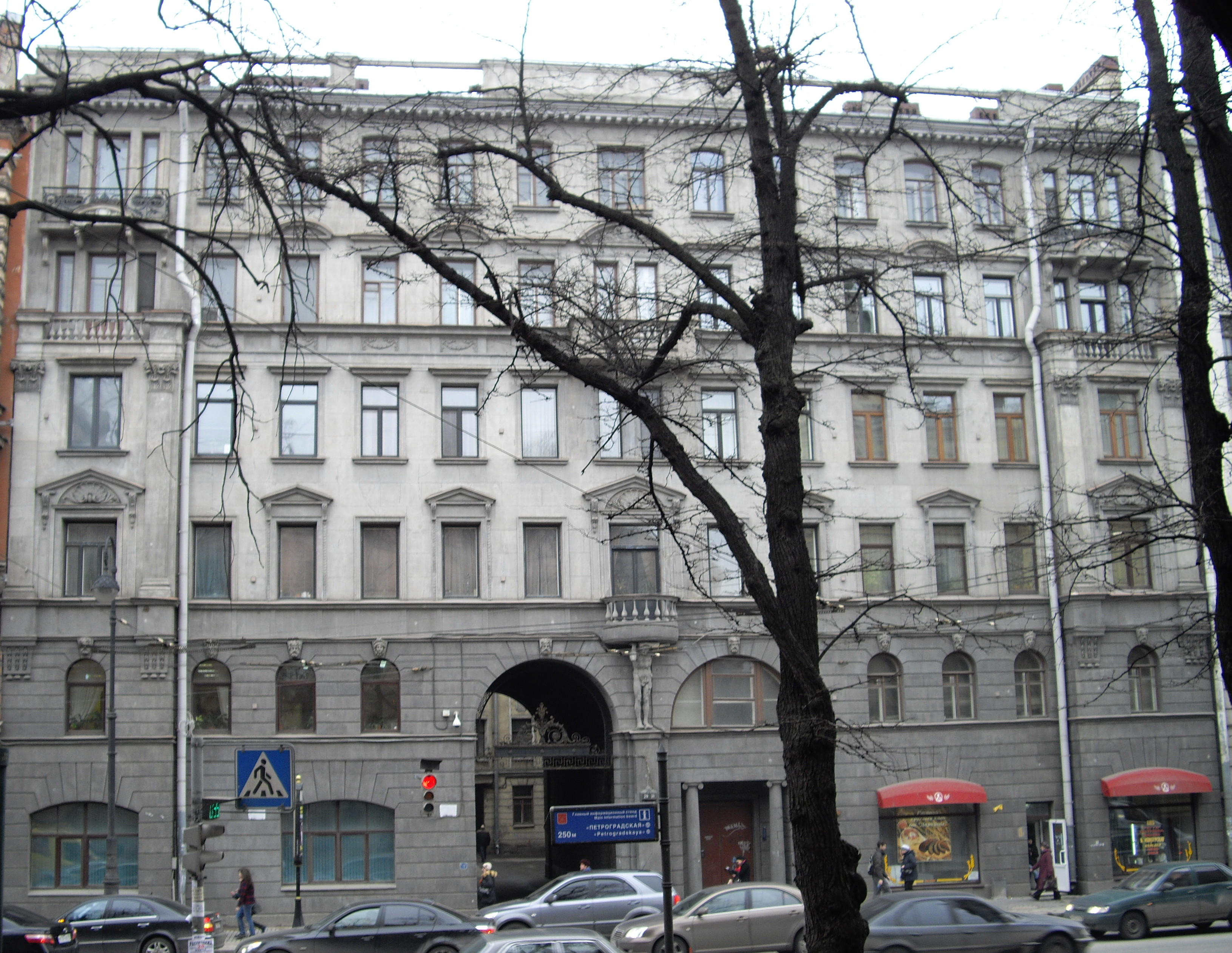
Дом Жигунова (Каменноостровский проспект, 29)
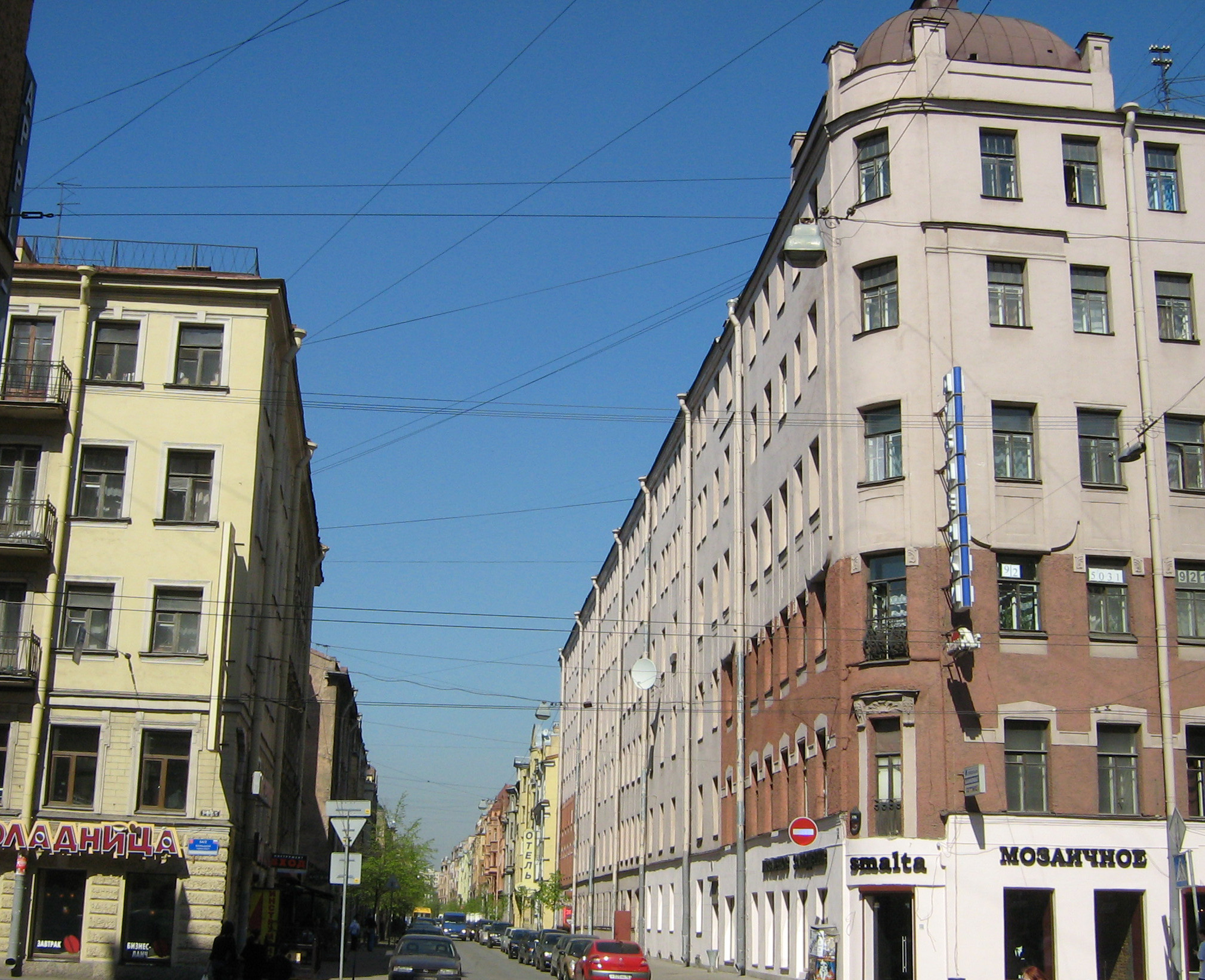
Пересечение Гатчинской ул. и Большого пр. П.С. Справа — дом Пуни.